# Лина Милович
Ли́на Мило́вич (род. 7 июля 1968, Москва, настоящее имя — Елена Михайловна Барштейн) — российская певица, композитор и автор песен, ведущая передачи «Перекрестный отец» и автор одноименной книги.

## Творческая деятельность
Карьеру певицы Милович начала в 2003 году, выпустив клип на песню «Укушу». В 2005 году вышел второй клип на песню «Платье» и дебютный альбом «Пedicure» (автор песен — Татьяна Миронова). В записи альбома принимали участие музыканты групп «Deadушки» и «Сплин». После небольшой творческой паузы в 2006 году вышел третий клип певицы на ремейк группы «Квартал» — «Остров белых птиц».
В 2007 году вышел второй альбом «Милович здесь», встреченный положительной рецензией Гуру Кена. Он отметил, что «альбом если и уступает первоисточникам в лице Goldfrapp и Morcheeba, то уж берет своё щемящей интонацией и неизбывной русско-армянской тоской». В 2008 году вышел клип «Одноразовый сон», снятый в Пушкине. Автор и первый исполнитель песни — Сергей Галанин. В 2009 году выходит клип на песню «Легко», с которой Лина Милович предстала перед зрителями не только как певица, но и как автор музыки и стихов. Песня попала в радиоротации и хит-парады, но публика встретила её неоднозначно.
Осенью 2010 года вышла песня «Шоколад» — композиция в духе французского шансона. Песня дошла до 39 места в Tophit. Также был снят клип на песню «Узнай, где же здесь я», опубликованный лишь 6 лет спустя — в мае 2016 года. В ноябре 2010 года вышел третий альбом «Материализация». Его презентация состоялась в клубе ИКРА. Альбом добрался до 7 места по продажам компании «Союз». Песня «Летать» вошла в саундтрек фильма «Про любоff», на неё был снят клип. Режиссёр — Виктор Вилкс. Гуру Кен поставил пластинке 8 баллов из 10, отметив, что она «кажется из ряда вон выдающейся работой на общем фоне скучнеющей русской поп-музыки». В 2011 году на очередном концерте Лина Милович представила публике свою новую песню «Режь аккуратно». Также прошла официальная презентация клипа «Летать». 21 июня 2011 года в клубе «Arena Moscow» состоялась ежегодная церемония вручения премий «Fasion people awards 2011», где Лина победила в номинации «Неформат года». В октябре 2012 года вышел клип на песню «Оглянись».
20 ноября 2013 года в замке барона А. Л. Кнопа состоялся показ новой коллекции дизайнера Владислава Репина, за музыкальное сопровождение которого отвечала Лина Милович. 5 декабря 2013 года в московском зале «Известия Hall» состоялся концерт Лины Милович под названием «Непустота». Телеверсия концерта вышла 29 декабря 2013 года в эфире телеканала RU.TV. В мае 2014 года Лина представила новую песню «Невесомость». В 2015 году вышел альбом «Мой свет», а в сентябре 2017 года вышел видеоклип на песню «Ты знай».
В сентябре 2017 года состоялась премьера онлайн-шоу «Перекрестный отец», где Милович являлась автором и ведущей. Основная идея программы — воспитание детей глазами отцов. Гостями программы были братья Запашные, Никас Сафронов, Алексей Кортнев, Сергей Галанин, Владимир Сычев, Михаил Полицеймако и многие другие.
20 сентября 2018 года Лина Милович и Саша Чест презентовали свой новый клип «Нам с тобой»
В сентябре 2018 года в Московском доме книги Милович представила книгу. Среди гостей присутствовали певец Дмитрий Колдун, актёр Сергей Мухин, продюсер Иван Ирбис.

## Личная жизнь
- Муж — Руслан Горюхин[2][4], бывший руководитель одного из строительных подрядчиков «Газпрома» — «Стройгазмонтажа»[21], создатель и владелец стрелкового клуба «Импульс»[22].
- Имеет пятерых детей:
  - старший сын Дмитрий Горюхин (1991 г.р)[2]
  - и четыре дочери: Лия, София, Римма и Элина (июль, 2014 г.р.)[23].

## Дискография
- 2005 — Пedicure
- 2007 — Милович здесь
- 2010 — Материализация
- 2015 — Мой свет
- 2019 — Нам с тобой

## Клипы
- 2003 — «Укушу»
- 2004 — «Платье»
- 2006 — «Остров белых птиц»
- 2007 — «Ранима»
- 2007 — «Одноразовый сон»
- 2009 — «Легко»
- 2010 — «Узнай, где же здесь я» (опубликован в 2016 году)
- 2011 — «Летать»
- 2012 — «Оглянись»
- 2016 — «Ты знай»
- 2018 — «Нам с тобой»
- 2019 — «Колыбельная»

## Награды
| Год  | Премия                     | Категория                | Результат |
| ---- | -------------------------- | ------------------------ | --------- |
| 2011 | FASHION PEOPLE AWARDS 2011 | «Неформат года»          | Победа    |
| 2018 | День Матери в России 2018  | Мама Писательница-Певица | Победа    |